# Уасика (окръг, Минесота)
Окръг Уасика (на английски: Waseca County) е окръг в щата Минесота, Съединени американски щати. Площта му е 1121 km², а населението - 19 526 души (2000). Административен център е град Уасика.